# Orchestra Filarmonica di Copenaghen
L'Orchestra Filarmonica di Copenaghen (Danese: Sjællands Symfoniorkester), nota anche come Orchestra Sinfonica di Tivoli, è un'orchestra sinfonica danese che serve anche come Orchestra Regionale Danese per l'isola di Selandia e, per la stagione estiva, quando i Giardini di Tivoli sono aperti, come orchestra residente nella Sala Concerti Tivoli.
La storia dell'orchestra risale al 1843 quando Georg Carstensen, in occasione dell'apertura dei Giardini di Tivoli, ingaggiò Hans Christian Lumbye come responsabile della musica nei giardini. Da allora l'orchestra si esibisce nei giardini durante la stagione estiva. Nel 1846 l'orchestra è stata ampliata a 33 membri e ha iniziato ad eseguire concerti sinfonici con il nome di Tivolis Orkester. Nel 1848 il compositore Niels Gade iniziò a organizzare concerti a Copenaghen con i musicisti dell'Orchestra di Tivoli come base per i concerti invernali.
Fino al 2009, l'orchestra ha avuto la sede nella sala concerti Tivoli. Da allora la Filarmonica di Copenaghen ha sede presso l'ex sala da concerto di Radio Danimarca, che ora è la sala da concerto dell'Accademia reale danese di musica. Durante la stagione estiva, quando i Giardini di Tivoli sono aperti, l'orchestra continua a suonare nella Sala Concerti Tivoli sotto il nome di Orchestra Sinfonica Tivoli.
Il più recente direttore principale dell'orchestra era Lan Shui, dal 2007 fino al 2015. Nel mese di febbraio 2016 l'orchestra ha annunciato la nomina di Toshiyuki Kamioka come suo prossimo direttore principale, per un periodo iniziale dal 2016 fino al 2020.

## Direttori principali
- Heinrich Schiff (1996–2000)
- Giordano Bellincampi (2000–2005)
- Lan Shui (2007–2015)
- Toshiyuki Kamioka (designato, effettivo dal 2016)